# 스사노오

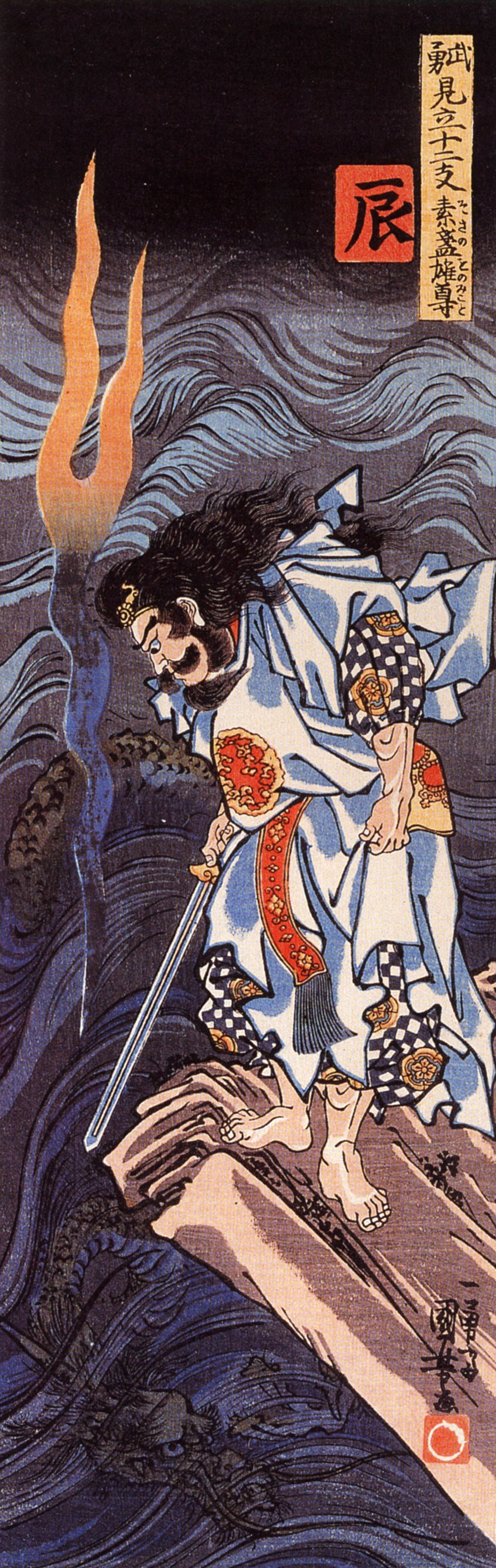
스사노오와 수룡

다케하야스사노오노미코토(일본어: 建速須佐之男命)는 일본 신화에 등장하는 신이다. 다케하야스사노오노미코토라는 정식 이름은 고사기에 나와있으며 다케하야는 '다테하야'로도 쓰기도 하였다. 또 이즈모노쿠니후도키(出雲国風土記)에서는 가무스사노오노미코토(神須佐能袁命)라고 표기하였다.
신라의 소시모리에 처음 강림하여 일향국인 일본에 배를 타고 건너가서 여름에 휘몰아치는 폭풍을 관장하였으나, 난폭한 행동으로 인해 아마테라스가 동굴에 한 때 은신하여 세상이 어두워지는 소동이 발생하자 그 책임을 물어 추방되었다. 그 후 이즈모국에서 야마타노오로치를 퇴치하였으며, 나중에 대지의 신으로 아시하라노나카츠쿠니(葦原中國)를 건설한 오쿠니누시의 조상이 되었다. 신화 상 현재 일본 황실은 아마테라스와 스사노오의 계약(アマテラスとスサノオの誓約)에 따라 스사노오는 황실 남계(男)의 조상에 해당된다. 실제 누나인 아마테라스와는 계약상 부부이며 아메노오시호미미노미코토를 포함하여 오남삼녀신들을 낳았다.

## 신화에서의 기술
《고사기》에는 태양의 여신 아마테라스와 달의 신 쓰쿠요미와는 형제자매 관계로, 이자나기가 요미노쿠니(黃川國)에서 빠져나와 얼굴을 씻을 때 아마테라스, 츠쿠요미 그리고 그 다음에 코를 씻을 때 태어났다고 적고 있으며, 《일본서기》에서는 이자나기와 이자나미 사이에서 태어났다고 하고 있다. 신으로서의 역할은 아마테라스나 츠쿠요미와는 조금 다른데, 아마테라스는 다카마가하라(高天原)를 다스린다는 것에 이견이 없지만, 쓰쿠요미는 바다의 세계인 아오노우나바라(滄海原) 또는 밤을, 스사노오는 요루노오스쿠니(夜の食國) 또는 바다를 다스리도록 명받았다고 되어 있어 각기 다르다.
《고사기》에서 다케하야스사노오노 미코토(建速須佐之男命) 즉 스사노오는 바다를 다스리라는 아버지 이자나기의 명을 거절하고, 어머니 이자나미가 있는 요미노쿠니에 가고 싶다며 울어 외치며 천지에 많은 피해를 주었다. 이자나기는 "그럼 이 나라에서 살면 안 된다" 하고 스사노오를 추방하였다. 이에 스사노오는 이자나미가 있는 요미노쿠니(저승)에 향하기 전에 다카아마하라(高天原)를 다스리는 누나 아마테라스 오미카미에게 작별 인사를 하려고 다카마가하라로 오르지만, 산천이 울리고 국토가 진동하여 아마테라스는 스사노오가 다카마가하라를 차지하려는 생각으로 온 것이 아닐까 의심하고 무장한 채 스사노오를 만났다. 스사노오는 혐의를 풀기 위해 아마테라스와 계약(우케히)을 맺기로 하였고, 이 때 아마테라스와 스사노오의 계약이 나타난다. 일단 아마테라스는 스사노오가 가지고 있던 토츠카노쯔루기(十拳剣) 받고 씹어 뱉은 숨결의 안개로부터 무나카타노오오카미라(宗像三女神)는 세여신이 나타난다. 이 세여신은 고대 한반도에 가는 해상교통의 평안을 수호하는 여신이 된다. 이후 스사노오는 아마테라스가 가지고 있던 팔척의 많은 곡옥으로 꽨 목걸이의 구슬(八尺の勾玉の五百箇のみすまるの珠)을 받아 씹어 뱉어내 다섯 남신 아메노오시호미미(天忍穗耳尊),아메노호히(天穂日命),아마츠히코네(天津日子根命),이크츠히코네(活津日子根命),쿠마노쿠스비(熊野久須毘命) 가 나타나고 이들은 일본 천황계의 조상이 된다. 결백이 증명됨으로 해서 스사노오는 다카마가하라에 머무르도록 허락되지만, 거기서 온갖 난폭한 행위를 일삼았으므로 그것을 보다 못한 아마테라스가 아마노이와토에 숨어 세상이 어두컴컴해지는 사태에까지 이르게 되었다. 결국 스사노오는 다카마가하라에서 쫓겨나 신라의 소시모리로 강림하고 아시하라노나카쓰쿠니로 내려갔다.
아시하라노나카쓰쿠니에 있는 이즈모의 조발산(鳥髪山: 지금의 센추잔船通山)에 내려간 스사노오는, 그 땅을 어지럽히던 머리 여덟 개의 커다란 뱀 야마타노 오로치(八岐大蛇, 八俣遠呂智)를 퇴치한다. 야마타노오로치는 머리가 여덟 개, 꼬리가 여덟 개나 되는 커다란 구렁이로 등에는 솔이 나고 눈이 붉었는데, 이즈모노쿠니에 살고 있던 노인과 노파의 여덟 딸 가운데 일곱을 해마다 한 명씩 잡아먹고 남은 것은 구시나다히메(櫛名田比賣) 한 명뿐이었다. 스사노오는 야마타노오로치를 퇴치하는 조건으로 쿠시나다히메를 아내로 맞겠다고 했고, 공주를 빗의 모양으로 바꾸어 머리에 꽂았다. 그리고 독한 술 여덟 독을 빚어 여덟 간의 방에 하나씩 놓아두고 기다렸다가 야마타노오로치가 술을 마시고 취해서 잠든 틈을 타서 베어 죽였다. 이때 야마타노오로치의 꼬리에서 구사나기노쓰루기라는 검을 얻었는데, 이것이 곧 아메노무라쿠모노츠루기(天叢雲劍)로서 그는 이 검을 신검이라 사사로이 여길수 없다며 아마테라스에게 헌상했고, 훗날 아마테라스는 이 검을 다시 천손 니니기노 미코토에게 천황의 증표로 하사했다. 그 이후 대대로 일본 천황가의 삼종신기 가운데 하나가 되었다고 한다. 스사노오는 이즈모의 스가(須賀)의 땅에 가서 구시나다히메를 아내로 맞이했다.
거기서 夜久毛多都伊豆毛夜幣賀岐都麻碁微爾夜幣賀岐都久流曾能夜幣賀岐袁라고 읊었는데 이것은 일본어를 한자로 차용하여 쓴 일본말이며, 일본에서 가장 오래된 와카의 원형으로 여겨지고 있으며, 또한 여기에서 이즈모를 상징하는 '야쿠모'라는 단어가 유래했다고 한다. 그 땅에서 오쿠니누시노 미코토(大國主命) 등을 태어나게 했다. 그리고 그 뒤 곧바로 요미노쿠니로 가서 살았다고 전한다.
《일본서기》에서 야마타노오로치의 기록은 제4일서(一書)에 실려 있는데, 다카마가하라에서 추방된 스사노오가 처음 신라의 소시모리(曽尸茂梨)라는 곳에 내려갔으며, 소시모리에 강림해 살던 스사노오는 "이 땅에서 살고 싶지가 않구나"라며 아들 이소타케루(五十猛神)과 함께 진흙으로 만든 배인 쓰치후네(土船)를 타고 동쪽으로 건너가 이즈모(雲國)의 히이(斐伊) 강 상류에 있던 도리우에(鳥上) 봉우리에 도달했고 이곳에서 야마타노 오로치를 퇴치했다고 한다. 또한 그 때 이소타케루가 신라 소시모리에서 가져온 나무 모종을 쓰쿠시를 비롯한 대팔주(大八洲) 전역에 심었으므로 이후 대팔주가 일본에서 나무와 산이 많은 땅이 되었다고 한다. 또는 제5일서에 기록된 바 나무가 없으면 자식들이 곤란할 것이라고 생각한 스사노오는 자기 몸의 털을 뽑아 나무로 바꾸고 종마다 각기 용도를 정하고는 아들 이소타케루노 미코토와 딸 오야쓰노히메노 미코토(大屋津姫命), 쓰마쓰히메노 미코토(枛津姫命)에 명해 전국에 심게 했다고 한다.
오쿠니노누시 신화에서, 저승의 스사노오의 거처로 온 오나무치(오쿠니누시)는 스사노오의 딸인 스세리히메에게 한 눈에 반하지만, 스사노오는 오나무치에게 여러 가지 시련을 주었다. 오나무치는 그것을 극복했고, 스사노오는 마침내 그가 스세리히메를 아내로 삼는 것을 허락하고 그에게 오오쿠니누시라는 이름을 주었다.

## 해석
스사노오의 성격은 다면적이다. 어머니의 나라에 가고 싶다며 떼쓰는 어린아이 같은 일면이 있는가 하면, 다카마가하라에서는 흉포한 일면을 보인다. 이즈모에 내려가서는 영웅적인 성격으로 탈바꿈한다. 또한 한반도의 신라에 먼저 강림한 신으로서 삼한에서 온 사신들을 맞이할 때 스사노오의 제사를 여는 등 한반도 도래 세력과 연관이 깊다. 야마타노 오로치 퇴치담은 신라에서 이주한 도래인이 이즈모 지역의 토착민을 평정한 상징이라 보는 설도 뿌리 깊고, 아메노무라쿠모노쓰루기를 얻은 것은 그 상징이라는 해석도 많다. 그러나 일본 최초의 단가를 읊거나 나무의 용도를 정하거나 하는 문화적 영웅으로서의 측면도 있다. 이는 다수의 신이 모여 스사노오라고 하는 신격이 창조되었기 때문이라고 보는 설도 있지만, 스사노오의 성장에 따라 달라지는 모습이라고 보기도 한다.
기ㆍ키 설화에서는 이즈모 신사의 제신 가운데 조신으로 등장하는 스사노오지만, 《이즈모노쿠니후토키》에서는 스사노오는 별로 등장하지 않는다. 야스기사토(安來鄕)나 이이시노코리(飯石郡) 스사노사토(須佐鄕, 지금의 시마네현 이즈모시 사다초 스사) 등의 지명 제정이나 자신들의 설화가 나올 뿐 야마타노오로치 퇴치 설화는 보이지 않기에, 원래는 일본의 신이 아닌 신라의 신이라는 지적도 있다. 여러 설이 있지만 대표적인 것으로는
- 이즈모로 가기 전에 우선 신라의 소시모리(曾尸茂梨)에 강림했었다는 기록을 들어 원래 신라의 신이었다고 보는 설이 그것이다. 일본학계에선 '소시모리'를 '서울'로 해석해 우리말의 '수도'의 뜻을 지닌다고 본다. 일제 강점기에는 스사노오가 강림한 장소가 춘천이라고 보고 강원신사가 지어지기도 했다. 국내 학계에서는 신라의 수도 '서라벌'[5] 또는 지금의 춘천인 우두주(牛頭州) 등으로 비정한다.[6]
- 오쿠니누시가 스사노오가 있는 요미노쿠니로 향하기 전에 '기노쿠니(木の國)'에 가고 있는 점에서 기이노쿠니(쿠마노)로 보는 설(이곳에는 스사노오의 아들이라 전하는 이소타케루 신을 모신 신사가 있다)

등이 있다.
일본에 불교가 전해지면서 일본 신인 스사노오는 불교와 융합하여 우두천왕으로 불리기도 한다. 사이메이 천황 2년(斉明天皇2年、656年) 고구려 사신 이리시오미(伊利之使主)가 왔을 때 신라국 우두산(牛頭山)의 스사노오의 제사를 지냈다고 하며 이에 대해 학자 川村湊과 真弓常忠는 한반도에서 온 도래인들이 모시던 신에 스사노오가 있었고 불교의 우두천왕과 융합되었다고 주장하였다.
'스사'라는 말은 거칠고도 거칠다는 뜻으로서 스사노오를 '폭풍우'의 신으로 보는 설이나(타카마가하라에서의 스사노오의 행동은 폭풍우의 피해를 나타낸다고 한다), '진행'이라는 말처럼 기세대로 일을 밀어붙인다는 뜻으로 보는 설이 있다.
산키시(三貴子)로 불리는 이자나기의 마지막 자식들, 즉 아마테라스ㆍ쓰쿠요미ㆍ스사노오 중에서, 모든 기록이 일치하는 것은 아마테라스(태양신)뿐 쓰쿠요미와 스사노오는 서적에 따라 통치 영역이 겹치는 경우가 있는데, 쓰쿠요미와 스사노오가 모두 해신이라는 점은 먼 옛날에 일본에 문화를 전했다는 조몬인들로부터 전해진 희미한 기억의 전달일지도 모른다. 바다를 항해하는 이들은 밤의 달을 보고 날짜를 계산하면서 바다의 신에게 순풍을 기원했지만, 시대가 바뀌면서 신격이 나뉘고 항해자로서의 기억도 희미해지면서 그 통치 영역도 애매해져서 이윽고는 각기 독립한 존재가 되었을지도 모른다는 것이다. 《기키》나 《후토키》에서는 이즈모와의 관계가 강한 신이라고 한다. 지금의 일본 시마네 현에 있었던 이즈모 국 동부의 오쿠이즈모초(奧出雲町)에는 스사노오가 내려왔다고 전하는 조발봉이 있고, 인접한 야스기(安來)시는 스사노오가 그 지명을 붙인 것이라는 《후토기》 기술도 있다.

## 스사노오를 모시는 신사
강원신사의 경우는 1918년(다이쇼 7년) 3월 11일에 창건되었는데, 1941년(쇼와 16년) 10월 1일에 전라남도 광주에 있던 광주신사와 함께 국폐소사의 반열에 오르기도 했으나 1945년 광복하고 강원신사는 폐좌되었다. 본전ㆍ배전ㆍ누문 등 주요 건물에 조선식 건축양식을 수용했으며, 이때문에 대부분의 건물은 파괴되지 않고 유지되어 현재 강원신사 터의 세종호텔에는 옛 궁사(宮司)가 쓰던 집이나 누문, 석단 등이 호텔의 일부로서 쓰이고 있다.

## 같이 보기
- 트릭스터

[[분류:기온 신앙]